# Narodni park Los Arrayanes

Narodni park Los Arrayanes (špansko  Parque nacional Los Arrayanes) je narodni park v departmaju Los Lagos v provinci Neuquén v Argentini. Zavzema 1796 ha polotoka Quetrihué, na severni obali jezera Nahuel Huapi. Rastlina, ki predstavlja mesto Nuequen, je mimozolistni palisandrovec (Jacaranda mimosifolia).
Od leta 2007 je del Andskega biosfernega območja Severne Patagonije.

## Zgodovina
Polotok Quetrihué je bil del prvega narodnega parka v Južni Ameriki, Južnega narodnega parka, ki je bil ustanovljen 8. aprila 1922 z ukazom predsednika Hipólita Yrigoyena. Narodni park Nahuel Huapi je bil ustanovljen 29. septembra 1934 z  zakonom št. 12103 - razglašen 9. oktobra 1934, da bi nadomestil Južni narodni park.

## Ustanovitev
11. oktobra 1971 je bil s sprejetjem in razglasitvijo zakona št. 19292 polotok Quetrihué ločen od narodnega parka Nahuel Huapi in je sestavljal narodni park Los Arrayanes. Odločitev je izhajala iz pomena gozdne tvorbe, njen skrajni jug, sestavljen izključno iz mirt (Luma apiculata), drevesa družine mirtáceas z razkošnim zlatim lubjem in počasno rastjo.
Narodni park Los Arrayanes in narodni park Nahuel Huapi sestavljata eno samo enoto za ohranjanje in upravljanje, katere upravno središče deluje v mestu San Carlos de Bariloche.

## Opis
V parku je razstavljen vzorec andske patagonske gozdne ekoregije, v kateri prevladujejo listavci, izmenično s šotnimi barji, ki se širijo v bolj južnih zemljepisnih širinah.
Podnebje, ki je zaradi vpliva jezera le nekoliko umirjeno, je hladno in vlažno, z zahodnimi in intenzivnimi vetrovi; dolina, v kateri se nahaja, je ledeniškega izvora, na zahodu pa se dviga gorovje Andov. Najbolj mokra sezona je zima; padavine se zmanjšajo, ko se odmaknemo od gorskega območja in so na polotoku približno 2000 mm letno.
Sorazmerno majhen obseg parka omejuje raznolikost prisotnih vrst; v bližini jezera je južni mirtov gozd (imenovan quetri ali temu v jeziku mapudungun), poleg njega pa druge zimzelene vrste, zlasti coihue – bukovka Nothofagus dombeyi. V drevesno rastlinstvo spadajo tudi ñires – Nothofagus antarctica – antarktična lažna bukev, cipresovka (Pilgerodendron uviferum), divji oreh  Lomatia hirsuta in Laureliopsis philippiana, pa tudi vrste nižje višine, kot so mirtovka Patagua de Valdivia ali picha picha (Myrceugenia planipes), ognjeni grn, špansko notro (Embothrium coccineum) in boldo (Peumus boldus). Podrast v glavnem sestavljajo jagode maqui (Aristotelia chilensis), coihue (Chusquea culeou – čilski babmbus) in uveden rjastordeči šipek ( Rosa eglanteria).
Ptičja favna je bogata in vključuje dve vrsti vodnih ptic, kot je cesarski kormoran (Leucocarbo atriceps), ki gnezdi na sosednjih otokih in sivoglave gosi (Chloephaga poliocephala), kot tudi gozdne prebivalce, kot so chucao (Scelorchilus rubecula), različne vrste žoln in rajadito (Aphrastura spinicauda).
Ob vodi je tudi močno zaščitena patagonska južna rečna vidra – huillín – Lontra provocax. Gozdne vrste je zaradi njihovega neučinkovitega vedenja težko opaziti; Dromiciops gliroides – oposum Chiloé - ki kljub svojemu imenu ni primat, ampak majhen vrečar – andska lisica, mačka huiña – kodkod (‘’Leopardus guigna) in najmanjši jelen pudú (Pudu puda’’).
- Ožina Quetrihué iz razgledišča zaliva Mansa.
- Pot, ki prečka polotok.
- Vhod v narodni park Los Arrayanes, na ožini Quetrihué.
- Po poti iz Villa la Angostura
- Čilska mirta Luma apiculata
- Dromiciops gliroides – oposum Chiloé
- Scelorchilus rubecula – chucao tapaculo

## Problemi zaščite
Poleg konkurence, kot je uvajanje tujerodnih rastlin iz Evrope predstavlja za avtohtone vrste, zlasti divja svinja, evropski zajec ter govedo, povzroča turizem resno škodo vegetaciji, zlasti mirtam. Zaradi počasne rasti so mladoletne osebke obiskovalci nehote uničili, medtem ko je odstranjevanje površinske vegetacije povzročilo izpostavljenost korenin starejših osebkov, ki so jih v nekaterih primerih nepopravljivo poškodovali. Danes pokrita pot opredeljuje območje gozda, ki ga je mogoče obiskati, del območja parka pa je določen kot strog naravni rezervat, obiski le-tega pa so prepovedani.